# La Xalera
La Xalera és un grup de teatre de carrer i d'animació de Vilafranca (Els Ports) creat el mes de setembre de 1992.
Entre les actuacions destacades del grup, a banda de les intervencions en actes festius de Vilafranca, està la participació en l'acte d'inauguració de l'Aplec dels Ports (edicions de 2014, 2015, 2016, 2018 i 2019) i l'organització del festival de teatre Capsigrany. El Centre Cultural va organitzar el 2012 una exposició per celebrar els vint anys del col·lectiu.